# Mucosa oral
A Mucosa bucal é o revestimento úmido da cavidade bucal constituída por tecido epitelial pavimentoso estratificado, também denominado epitélio escamoso e por tecido conjuntivo propriamente dito.

## Estruturas
Dividem-se em três tipos principais:

### Mucosa mastigatória

#### Localização
A mucosa mastigatória reveste a gengiva e o palato duro perto do molar, que são áreas de atrito dos alimentos.  Geralmente esta é desprovida de glândulas salivares.

#### Características histológicas
- Epitélio pavimentoso estratificado queratinizado

- Interface epitélio/conjuntivo com papilas conjuntivas profundas e numerosas
- Lâmina própria (tecido conjuntivo denso, compactado)

### Mucosa de Revestimento

#### Localização
A mucosa de revestimento que reveste os lábios, a bochecha, o soalho da língua, o palato mole e a mucosa alveolar;

#### Características Histológicas
- Epitélio escamoso não queratinizado (epitélio pavimentoso estratificado não queratinizado)
- Interface epitélio/conjuntivo com papilas conjuntivas rasas e esparsas
- Lâmina própria (tecido conjuntivo frouxo)
- Submucosa (tecido conjuntivo frouxo)
- Presença de glândulas salivares menores

### Mucosa especializada
A mucosa especializada reveste a língua

#### Características Histológicas
- Epitélio estratificado PAVIMENTOSO queratinizado
- Com papilas linguais (fungiforme e filiformes) com botões gustativos
- Tecido conjuntivo denso não modelado ( camada reticular)
- Tecido conjuntivo frouxo ( camada papilas)